# Natalija Pyhyda
Natalija Serhijivna Pyhyda (Oekraïens: Наталія Сергіївна Пигида) (Nova Kachovka, 30 januari 1981) is een Oekraïense sprintster, die gespecialiseerd is in de 400 m. Ze werd meervoudig Oekraïens kampioene in deze discipline (in- en outdoor). Ook nam zij driemaal deel aan de Olympische Spelen, maar won hierbij geen medailles.

## Biografie
Haar internationale debuut maakte Pyhyda in 2000 bij de wereldkampioenschappen voor junioren in Santiago. Hierbij moest ze op de 400 m genoegen nemen met een zesde plaats.
In 2004 werd ze vijfde op de 200 m tijdens de wereldindoorkampioenschappen in Boedapest. Later dat jaar maakte ze haar olympische debuut bij de Spelen van Athene. Ze maakte deel uit van de Oekraïense 4 x 400 m estafetteploeg en sneuvelde hierbij met 3.28,62 s in de kwalificatieronde. In 2005 begon ze het jaar met het winnen van een gouden medaille bij de Oekraïense indoorkampioenschappen. Bij de wereldkampioenschappen van 2005 in Helsinki werd ze met haar teamgenotes Antonina Jefremova, Oksana Iljoesjkina en Lilija Lobanova vijfde op de 4 x 400 m estafette in een tijd van 3.28,00. Deze wedstrijd werd gewonnen door de Russische estafetteploeg in 3.20,95.
Als Oekraïens kampioene reisde Pyhyda af naar de Olympische Spelen van 2008 in Peking. Ditmaal kwam ze uit op drie atletiekonderdelen: 200 m, 4 x 100 m en 4 x 400 m estafette. Op alle drie de onderdelen slaagde ze er niet in zich te plaatsen voor de finale. Het verst kwam ze op de voor haar ongebruikelijke 200 m, waarbij ze sneuvelde in de halve finale met 22,95. Op de Europese indoorkampioenschappen van 2009 won ze een zilveren medaille op de 400 m. In een tijd van 51,55 eindigde ze achter de Russische Antonina Krivosjapka (goud; 51,18) en voor de Russische Darja Safonova (brons; 51,85).
Op 1 oktober 2009 maakte de atletiekbond van Oekraïne bekend, dat Natalja Pyhyda betrapt was op het gebruik van het verboden middel stanozolol. Zij werd voor de duur van twee jaar geschorst.
Natalja Pyhyda is aangesloten bij ZS Kyivska oblast en Mizuno Track Club.

## Titels
- Oekraïens kampioene 400 m - 2006, 2007, 2008, 2009
- Oekraïens indoorkampioene 400 m - 2005, 2006, 2007, 2008, 2009

## Persoonlijke records
Outdoor
| Onderdeel | Prestatie | Datum            | Plaats |
| --------- | --------- | ---------------- | ------ |
| 100 m     | 11,50 s   | 25 juli 2005     | Kiev   |
| 200 m     | 22,82 s   | 17 juni 2008     | Kiev   |
| 400 m     | 50,62 s   | 25 augustus 2015 | Peking |

Indoor
| Onderdeel | Prestatie | Datum            | Plaats |
| --------- | --------- | ---------------- | ------ |
| 60 m      | 7,25 s    | 1 februari 2005  | Kiev   |
| 200 m     | 23,33 s   | 22 februari 2004 | Soemy  |
| 400 m     | 51,44 s   | 7 maart 2009     | Turijn |

## Palmares

### 200 m
- 2004: 5e WK indoor - 23,80 s
- 2008: 6e in ½ fin. OS - 22,95 s

### 400 m
- 2000: 6e WJK - 53,69 s
- 2005: 5e EK indoor - 52,63 s
- 2006: 4e Europacup - 53,27 s
- 2008:  Europese Indoorcup - 52,42 s
- 2008: 6e in ½ fin. WK indoor - 53,33 s
- 2009:  EK indoor - 51,44 s
- 2009:  Europese teamkamp. - 51,86 s
- 2011: 4e in ½ fin. WK - 51,61 s
- 2012: 3e in ½ fin. WK indoor - 51,98 s
- 2012: 5e in ½ fin. OS - 51,41 s (in serie 51,09 s)
- 2013: 4e in ½ fin. WK - 51,02 s

### 4 x 100 m
- 2008: DQ in serie OS

### 4 x 400 m
- 2004: 7e in serie OS - 3.28,62
- 2005: 5e WK - 3.28,00
- 2005:  Universiade - 3.28,23
- 2006: 6e EK - 3.30,95
- 2006: 4e Wereldbeker in Athene - 3.22,35
- 2007:  Universiade - 3.29,59
- 2008: 5e in serie OS - 3.27,44
- 2011: 5e WK - 3.23,86
- 2012: 4e OS - 3.23,57
- 2014:  EK - 3.24,32
- 2015: 6e WK - 3.25,94